# 보어-아인슈타인 논쟁

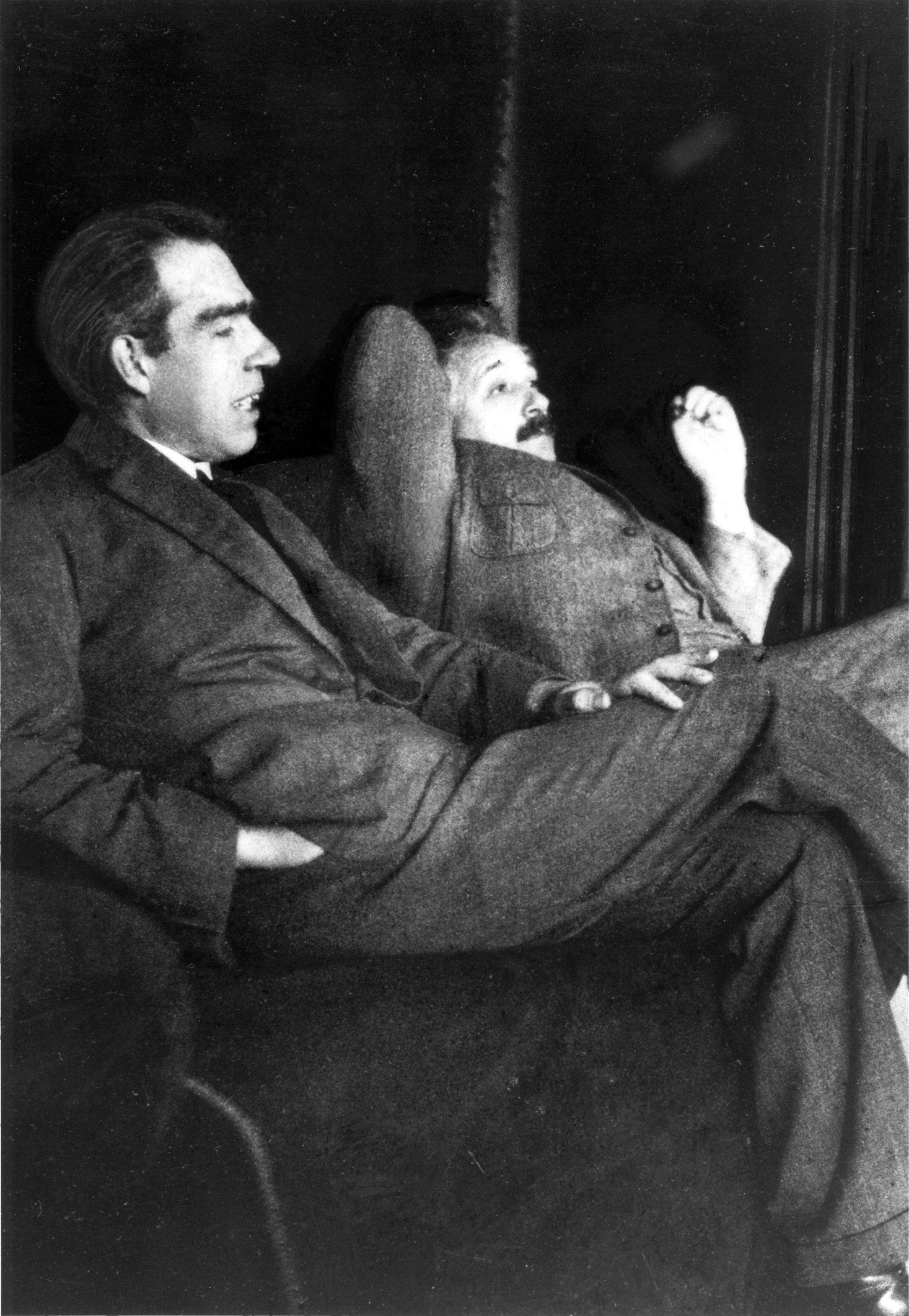
닐스 보어와 알베르트 아인슈타인. 1925년 12월, 장소는 파울 에렌페스트의 집.

보어-아인슈타인 논쟁은 알베르트 아인슈타인이 당시 점차 표준으로 받아들여지고 있던 양자역학의 코펜하겐 해석에 대해 여러 차례에 걸쳐 이의를 제기하고, 이에 대해 닐스 보어가 반박한 사건을 말한다. 보어는 코펜하겐 학파에서 아인슈타인의 가장 가까운 친구였으며, 실제 "논쟁"은 비교적 우호적이고 학술적인 분위기로 진행되었다. 아인슈타인의 양자역학에 대한 관점은 여러 전문서적 및 대중서적에서 묘사된 것처럼 단순하지 않았으며, 사실상 양자역학은 아인슈타인의 공격을 방어하는 과정에서 그 이해가 보다 깊어질 수 있었다. 닐스 보어는 당시 코펜하겐 학파에서 양자론의 철학적 문제점들에 대해 가장 큰 관심을 가진 이었다.

## 제1차 논쟁
토론이 진행되는 과정에서 아인슈타인의 입장은 상당한 변화를 겪었다. 1차 논쟁에서 아인슈타인은 불확정성 원리를 받아들이지 않았으며, 기발한 사고 실험들을 고안해내며 호환 불가능한 변수들(위치와 운동량 등)을 동시에 정확하게 측정하거나 동일한 과정의 입자성과 파동성이 동시에 나타나는 것을 보여주려고 노력하였다. 아인슈타인의 첫 공격은 1927년의 제5차 솔베이 물리학 회의에서 이루어졌다. 그는 에너지와 충격량(운동량)의 보존법칙을 이용해 간섭하는 입자의 상태를 정확히 측정할 수 있다고 주장했다.

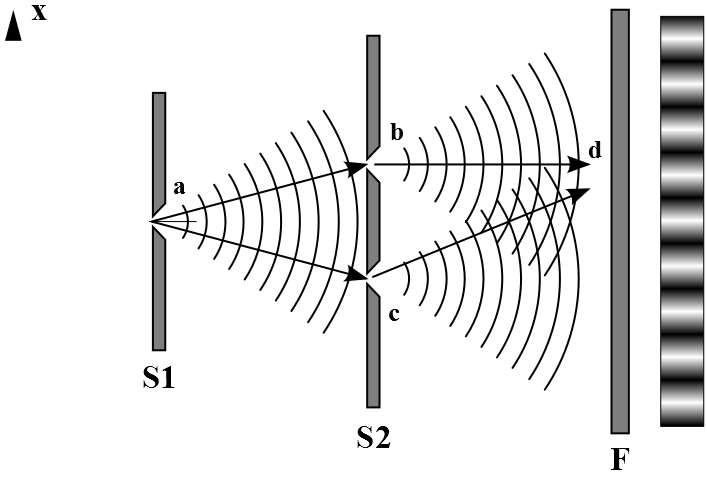
그림 1. 동일한 충격량을 가진 입자들로 이루어진 단색살이 가림판 S1에 도달한 뒤 회절되고, 그 뒤에 있는 두 개의 구멍을 가진 가림판 S2를 통과해 배경판 F에 간섭무늬를 형성한다. 각 입자는 S2에서 하나의 구멍만을 통과할 수 있는데, 아인슈타인은 가림판 S1이 입자에 의해 튕기는 것을 관찰해서 파동성을 붕괴시키지 않고 각 입자가 S2의 어느 구멍을 통과했는지를 알아낼 수 있다고 주장했다.

아인슈타인의 주장 내용을 이해하기 위해 옆의 그림 1을 보자. 가림판 S1과 S2는 x축 방향으로 놓여있고, 이에 수직한 z축 방향으로 빛살이 진행한다. S1에는 입자의 파장에 비해 상당히 작은 크기의 구멍이 하나 나 있어서, 빛살이 이를 통과한 뒤에는 파동함수가 회절하여 넓게 퍼져나간다. 이는 S2에 약간의 간격을 두고 있는 두 개의 구멍을 통과하고, 맨 뒤에 위치한 배경판 F에 간섭무늬로 나타난다. 가림판 S2를 통과하는 시점에서 이 과정의 파동성이 중요해지는데, 바로 파동함수의 간섭 때문에 입자들이 배경판에서 소멸간섭이 아닌 보강간섭의 위치에 도달하게 되는 것이다. 양자론에 따르면 각 입자가 S2의 어느 구멍을 통과하는지를 알아내기 위해 고안된 실험은 언제나 그 입자의 파동성을 붕괴시키서 간섭무늬가 사라지게 된다.
아인슈타인은 여기에 대해 다음과 같이 주장했다. 각 입자들은 사실상 S1에 수직인 방향의 속도를 가지며 오직 S1과의 작용을 통해서만 방향이 변화하므로, 운동량 보존법칙에 따라 만약 입자의 방향이 위쪽으로 꺾였다면 S1은 아래쪽으로 이동하고, 그 반대도 마찬가지일 것이다. 현실적으로는 가림판의 질량이 입자에 비해 훨씬 무겁기에 거의 움직이지 않겠지만, 원칙적으로는 양자역학적으로도 운동량이라는 한 변수만이라면 정밀한 측정이 불가능해야 할 이유가 없다. 따라서 각 입자가 S1을 지나갈 때마다 이 가림판이 x축 방향으로 어떻게 움직이는지를 기록한다면 그 입자가 S2의 어떤 구멍으로 지나가는지를 알 수 있을 것이다. 그러나 S1의 운동을 측정하는 것이 그 뒤의 전개에 영향을 미칠 수는 없으므로 여전히 배경판 F에는 간섭무늬가 나타날 것이다. 이 주장이 옳다면 양자역학의 불확정성 원리는 더 이상 성립하지 않게 된다.

보어의 반박은 그림 2를 통해 이해할 수 있다. 그는 아인슈타인의 주장이 성립하기 위해서는 가림판의 x축 방향 운동을 극히 정밀하게 측정해야 하며, 구체적으로는 '입자에 의해 변화될 수 있는 정도'보다 상당히 더 높은 정밀도로 측정되어야 한다는 것을 인식했다. 그러나 불확정성 원리에 따라 가림판의 x축 방향 운동량을 정밀히 측정하면 그 x축 방향 위치에 상당한 불확실성이 생기게 된다. 따라서, 예를 들어 그림 1의 점 d는 소멸간섭의 위치에 있는데, S1의 위치가 변화된다면 a-b-d 경로와 a-c-d 경로의 길이가 둘 다 이전과는 달라지게 될테고, 그 길이가 파장의 절반만큼 변하면 d 점은 소멸간섭이 아닌 보강간섭에 놓이게 될 것이다. 가림판의 운동을 충분히 정밀하게 측정하면 가림판의 위치가 충분히 불확실해지고, 그 불확실한 위치로부터 나오는 빛의 양을 평균하면 결과적으로 배경판에는 보강간섭도 소멸간섭도 없이 균일하게 흐릿한 빛이 뿌려진다는 것이 보어의 주장이었다. 즉 이 경우에도 S2에서의 입자성을 측정하려는 시도는 F에서의 파동성을 붕괴시킨 것이다.
이 논증에서 중요한 점은, 보어 스스로 인식했듯이, S1이라는 거시적 실험장비도 양자론적 고려에 포함시켜야 한다는 것이다. 그는 "양자 현상을 묘사할 때 시공간적 개념을 분명하게 사용하는 일은 사진 렌즈의 그림이나 혹은 어두운 방에서 이온의 근처에 물방울이 맺히는 등의 사실상 비가역적인 확대 효과의 관찰 기록 등으로 제한되어야 한다"고 주장했다. 무엇이 양자계에 포함되는지에 대한 애매함은 현재까지도 측정 문제로 남아있다.

## 같이 보기
- 상보성
- 코펜하겐 해석
- 이중슬릿 실험
- EPR 역설
- 양자 지우개
- 슈뢰딩거의 고양이
- 불확정성 원리